# Gare d'Anvers-Central
Pour les articles homonymes, voir Gare d'Anvers (homonymie).
La gare d'Anvers-Central (en néerlandais : station Antwerpen-Centraal) est une gare ferroviaire belge des lignes 12 d'Anvers-Central à Essen (frontière), 25 de Bruxelles-Nord à Anvers (Y Luchtbal), 27 de Bruxelles-Nord à Anvers-Central et 59/1 d'Anvers-Central à Y Ouest-Berchem, située sur la place Reine Astrid à proximité du centre de la ville d'Anvers, chef-lieu de la province d'Anvers en Région flamande. Elle est considérée comme l'un des monuments les plus fastueux de Belgique et l'une des plus belles gares du monde.
Depuis mars 2007, les travaux de la gare et les réaménagements des voies sur trois niveaux ont permis de créer une liaison directe vers les Pays-Bas via un tunnel ferroviaire sous la gare et la ville, alors que la gare était historiquement une gare terminus.

## Situation ferroviaire
Établie à environ 7 mètres d'altitude, la gare d'Anvers-Central est située au point kilométrique (PK) 43,524 de la ligne 25, de Bruxelles à Anvers, entre les gares d'Anvers-Berchem et d'Anvers-Luchtbal.
Elle est également l'origine — au PK 0,000 — de la ligne 12, d'Anvers à Essen (frontière), et de la ligne 59/1, d'Anvers à Y Ouest Berchem (vers Gand), ainsi que l'aboutissement — au PK 44,970 — de la ligne 27 (doublement en parallèle de la ligne 25).

## Histoire

### Station d'Anvers-Borgerhout
À Anvers, sur le site de la gare actuelle, la première station dénommée alors « Borgerhout », située à l'extérieur des fortifications près de la porte du même nom, est mise en service le 3 mai 1836 par les Chemins de fer de l’État belge, lorsqu'a lieu l'inauguration de la deuxième section, de Malines à Anvers de la première ligne de chemin de fer en Belgique. Le train inaugural, formé à Malines, est arrivé en gare sous un « temps affreux », mais cela n'empêche pas qu'une foule nombreuse soit présente pour accueillir les personnalités, les premières d'entre elles étant le roi Léopold et la reine. C'est sous une tente dressée pour l'occasion que le couple royal reçut ses invités de Bruxelles et d'Anvers. Après un discours, auquel le roi fit une réponse, le convoi fut reformé pour le retour vers Bruxelles. Le bâtiment voyageurs n'est qu'une « petite baraque en bois ».

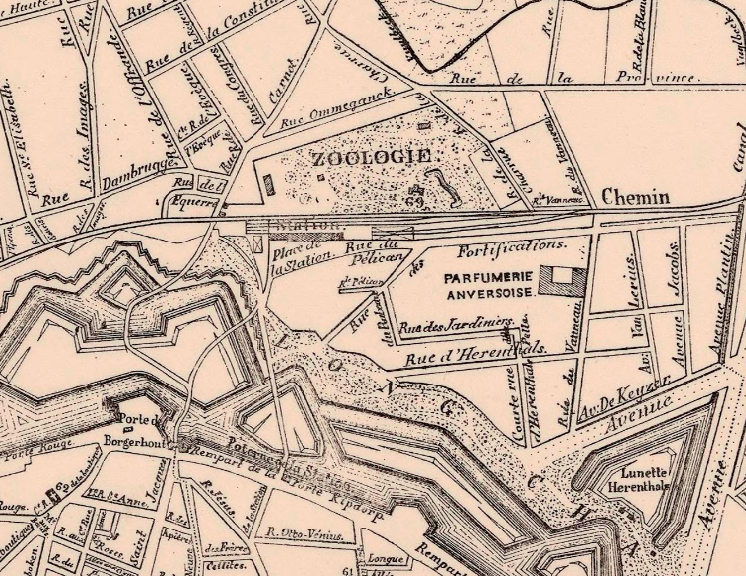
Extrait plan d'Anvers réalisé entre 1844 (création du Zoo) et 1854. On y trouve la ligne, la station et sa place près de la porte de Borgerhout dans les anciennes fortification.

Lors de sa séance du 30 décembre 1853, un échange a lieu entre le ministre des travaux publics et les sénateurs, dans le cadre du budget 1854 des travaux publics, sur le problème de la station du chemin de fer qui, bien que ce sujet ait été souvent évoqué, est resté dans l'état qu'elle avait lors la livraison de la ligne. Les sénateurs insistent sur le fait qu'elle est peu convenable pour une si grande ville et qu'il faudrait construire une vraie station voyageurs et peut-être la déplacer à l'intérieur des fortifications si le problème de la construction de nouveaux bâtiments est refusée par les militaires du fait de sa proximité en dehors des fortifications. Le ministre explique qu'il y a, il est vrai, un problème militaire puisque la station est située dans le rayon stratégique de la place forte et que son collègue du département de la guerre lui a répondu qu'il refuserait un établissement à Borgerhout. Néanmoins, un accord est intervenu lors d'un conseil des ministres pour « l'établissement d'une station provisoire, mais qui offrira pour le commerce et pour le public d'Anvers plus d'avantages que la station d'aujourd'hui ». Il souligne également que le déplacement en ville serait difficile à mettre en œuvre et extrêmement couteux. Il ne faut pas oublier que l'emplacement actuel, important dans le cadre de la réalisation du chemin de fer d'Anvers à Rotterdam, permettra d'accoler les deux stations à Borgerhout. Le ministre précise également ce que veut dire provisoire pour le ministère de la guerre. C'est une station construite en bois et en fer, pour pouvoir être facilement détruite, mais cela n'empêche pas d'établir un bâtiment solide capable de durer. Il prend pour exemple la station de Valenciennes qui n'est pas en pierres de taille mais est bien construite et il indique également qu'il est déjà prévu, par le gouvernement d'édifier plus tard un « nouveau monument ».
La station terminus de Borgerhout devient une station de passage, le 26 juin 1854, avec la mise en service de la ligne d'Anvers à Essen (frontière), vers la gare de Rosendael aux Pays-Bas, par la Société anonyme des chemins de fer d'Anvers à Rotterdam. La station de la société est séparée de celle de Borgerhout, des chemins de fer de l'État belge, par la rue de la commune. Il faut remarquer que cette ouverture permet une traversée de la ville, sur un axe Nord-Sud, par chemin de fer.
La ville a besoin d'aménager les espaces entre l'ancienne fortification détruite et la nouvelle ligne de forts. Le 6 juillet 1865, elle signe une convention, avec monsieur Ybry pour l'aliénation de terrains destinés à la création de quartiers nouveaux, approuvée par un arrêté royal du 11 octobre de la même année. Cette décision aura d'importantes incidences sur la situation des voies ferrées dans la ville, un arrêté du 30 décembre 1870, décrète la suppression des embranchements de chemins de fer qui relient les établissements maritimes d'Anvers à la station dite de Borgerhout, et le 17 août 1871 un arrêté royal s'appuie sur ces éléments pour justifier la suppression de la partie du chemin de fer d'Anvers à Rotterdam comprise entre la station de Borgerhout et le pont sur le Schyn, au hameau le Dam.

### Gare d'Anvers-Est
Pour les articles homonymes, voir Gare d'Anvers-Est (homonymie).

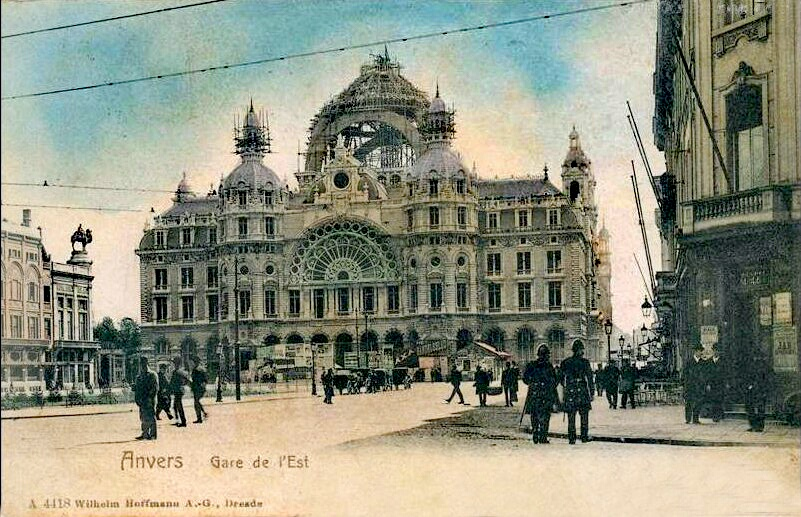
La nouvelle gare d'Anvers-Est en construction avant 1905.

En 1898, Anvers dispose de plusieurs gares ; la gare d'Anvers-Est est la plus centrale et la principale gare pour les voyageurs tout en étant également une gare marchandises.

### Gare d'Anvers-Central
Les travaux pour la construction d'une nouvelle gare débutent en 1895, la mise en service sans cérémonie a lieu le 11 août 1905 (15 juillet suivant d'autres sources). C'est à cette occasion qu'elle est prend le nom d'« Anvers-Central ».

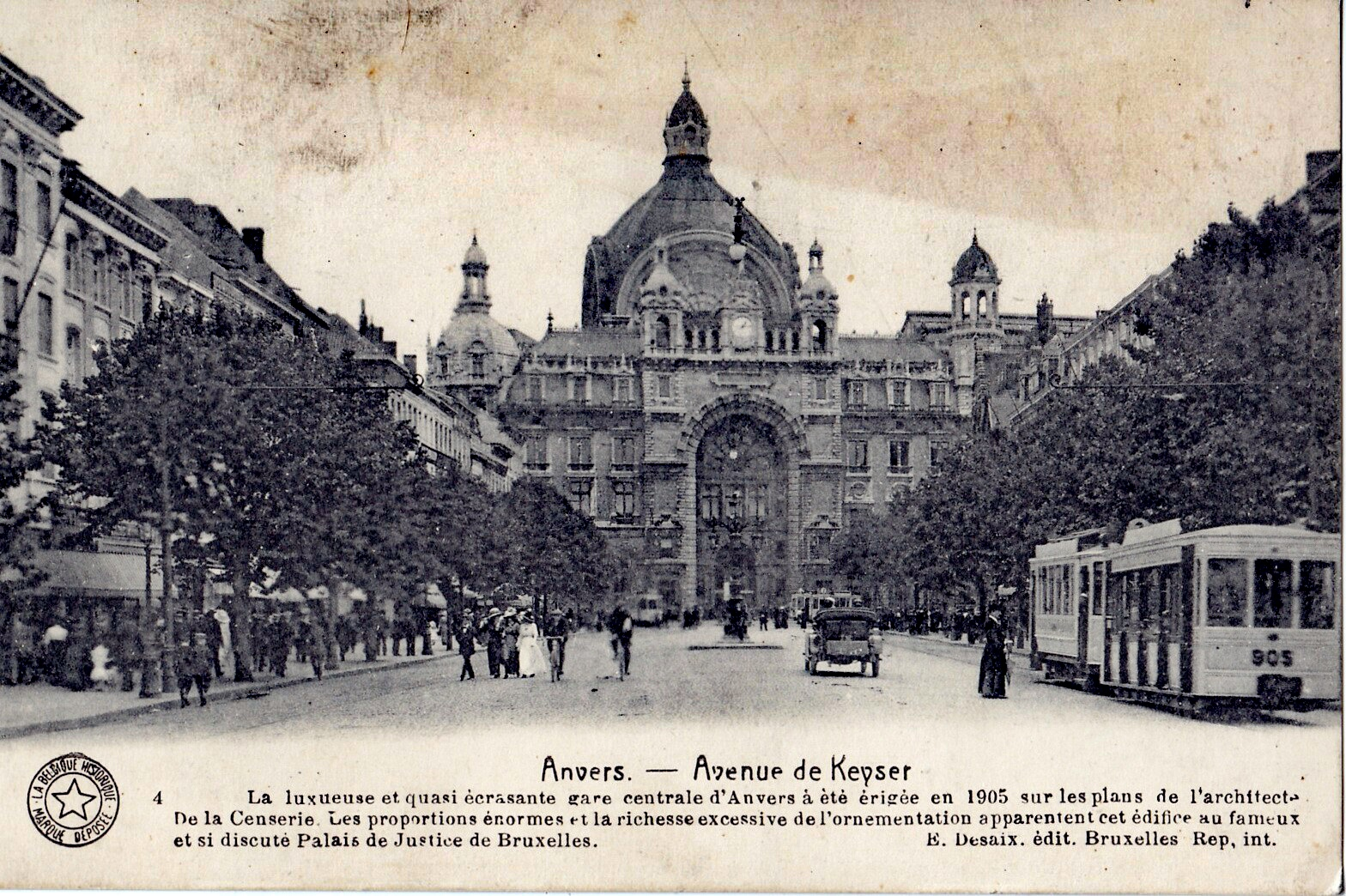
La gare avant la Première Guerre mondiale sur l'avenue De Keyser.
Noter la rame du tramway d'Anvers à droite du cliché et la légende qui relaye les polémiques de l'époque sur le gigantisme de la gare.

Le terminus construit en pierre, recouvert d'un vaste dôme sur la salle d'attente a été dessiné par Louis de la Censerie dans le style éclectique en s'inspirant de celui de la gare de Lucerne. La structure recouvrant les voies (185 mètres de long et 44 mètres de hauteur) faite de fer et de verre a été pensée par l'ingénieur Clément van Bogaert. La gare est largement considérée comme un des plus beaux exemples de l'architecture ferroviaire en Belgique. Le viaduc des voies surélevées menant à la gare est également un ouvrage d'art remarquable, dessiné par l'architecte anversois Jan van Asperen. 275 tonnes de marbre "Sainte-Anne" extraits de la carrière de Dieupart (Aywaille) ont servi à sa construction.
La gare d'Anvers connut à la fin des années 1950, avec la gare de Bruxelles-Midi, une des circulations les plus denses d'Europe, avec 136 trains de voyageurs par jour et dans chaque sens circulant entre Anvers et Bruxelles.
En 1998, un travail de reconstruction à grande échelle est lancé, à bonne fin, pour faire, de ce qui était un terminus, une gare de passage vers le nord et les Pays-Bas permettant ainsi le passage des TGV Bruxelles-Amsterdam. Un nouveau tunnel a été creusé entre la gare de Berchem, au sud de la ville, et la gare d'Anvers-Dam, au nord. Ce tunnel passe sous la gare centrale sans que les trains n'aient besoin de changer de sens (alors qu'auparavant les trains d'Amsterdam-Bruxelles ne pouvaient passer que par Berchem ou devaient rebrousser à la gare centrale). La gare comporte aujourd'hui 4 niveaux et 14 voies.
En 2009, la gare d'Anvers-Central est jugée par le magazine américain Newsweek quatrième plus belle gare du monde. La première étant la gare de Saint-Pancras de Londres, la seconde, le Grand Central Terminal de New York et la troisième, le Chhatrapati Shivaji Terminus de Bombay.

## Service des voyageurs

### Voies et quais
La station d'Anvers-Central comporte 8 quais donnant accès à 14 voies, dont 10 en cul-de-sac, sur 3 niveaux : le niveau +1 (4 quais en cul-de-sac sous la grande verrière, prolongés à l'extérieur, répartis en 6 voies : 1, 2, 3, 4, 5 et 6), le niveau -1 (2 quais en cul-de-sac, répartis en 4 voies : 11, 12, 13 en 14) et le niveau -2 (2 quais, accueillant les trains internationaux et l'Eurostar, répartis en 4 voies : 21, 22, 23 et 24, qui contrairement aux autres sont des voies de passage).

### Desserte
Trains S
- S1 Anvers – Malines – Bruxelles – Nivelles
- S32 Puers – Boom – Anvers-Sud – Anvers-Central – Essen – (Rosendael (NL))
- S33 Anvers-Central – Lierre – Mol
- S34 Anvers – Saint-Nicolas – Lokeren – (Termonde)
- S35 Anvers-Central – Anvers-Luchtbal – Noorderkempen
- (le week-end) S53 Gand – Lokeren – Anvers

InterCity (IC)
- Anvers-Central - Gand-Saint-Pierre - Courtrai - Poperinge / Lille-Flandres
- (Essen) - Anvers-Central - Bruxelles-Midi - Nivelles - Charleroi-Central
- Anvers-Central - Gand-Saint-Pierre - Ostende
- Anvers-Central - Malines - Louvain
- Anvers-Central - Hasselt
- Anvers-Central - Lierre - Herentals - Turnhout

EuroCity (EC)
- Bruxelles-Midi - Anvers-Central - Rotterdam-Central - Schiphol-Aéroport - Amsterdam-Sud - Lelystad-Centre (EuroCity Direct)
- Bruxelles-Midi - Bruxelles-Aéroport-Zaventem - Anvers-Central - Rotterdam-Central

European Sleeper (en) (ES)
Train de nuit vers les Pays-Bas (Amsterdam), l'Allemagne (Berlin) et la Tchéquie (Prague)
Eurostar
Paris-Nord / Marne-la-Vallée / Bruxelles-Midi - Anvers-Central - Rotterdam-Central - Schiphol - Amsterdam-Central

### Intermodalité
La gare d'Anvers-Central est desservie par les stations Astrid et Diamant du prémétro d'Anvers. Elle est également desservie par les lignes 11, 12 et 24 du tramway d'Anvers par le biais de la station Centraal Station située sur la place Reine Astrid.
Des lignes de bus du réseau flamand De Lijn desservent également la gare.

## Comptage des voyageurs
Ce graphique et tableau montre le nombre de voyageurs embarquant en moyenne durant la semaine, le samedi et le dimanche.
| Nombre de passagers qui embarquent à la gare d'Anvers-Central | Nombre de passagers qui embarquent à la gare d'Anvers-Central | Nombre de passagers qui embarquent à la gare d'Anvers-Central | Nombre de passagers qui embarquent à la gare d'Anvers-Central |
|                                                               | Semaine                                                       | Samedi                                                        | Dimanche                                                      |
| ------------------------------------------------------------- | ------------------------------------------------------------- | ------------------------------------------------------------- | ------------------------------------------------------------- |
| 1977                                                          | 24 340                                                        | 8 824                                                         | 9 241                                                         |
| 1978                                                          | 21 273                                                        | 8 563                                                         | 8 849                                                         |
| 1979                                                          | 24 033                                                        | 10 816                                                        | 9 264                                                         |
| 1980                                                          | 22 527                                                        | 8 389                                                         | 8 521                                                         |
| 1981                                                          | 23 801                                                        | 10 416                                                        | 10 588                                                        |
| 1982                                                          | 28 324                                                        | 9 314                                                         | 8 530                                                         |
| 1983                                                          | 24 823                                                        | 8 343                                                         | 7 624                                                         |
| 1984                                                          | 22 883                                                        | 8 879                                                         | 7 312                                                         |
| 1985                                                          | 24 134                                                        | 8 686                                                         | 8 603                                                         |
| 1986                                                          | 21 198                                                        | 9 633                                                         | 8 110                                                         |
| 1987                                                          | 23 161                                                        | 8 848                                                         | 7 307                                                         |
| 1988                                                          | 27 813                                                        | 9 362                                                         | 8 643                                                         |
| 1989                                                          | 21 752                                                        | 8 075                                                         | 7 635                                                         |
| 1990                                                          | 21 798                                                        | 10 309                                                        | 11 074                                                        |
| 1991                                                          | 22 974                                                        | 11 404                                                        | 8 693                                                         |
| 1992                                                          | 25 880                                                        | 11 843                                                        | 11 767                                                        |
| 1993                                                          | 22 500                                                        | 11 222                                                        | 10 045                                                        |
| 1994                                                          | 25 831                                                        | 12 409                                                        | 10 351                                                        |
| 1995                                                          | 24 268                                                        | 11 679                                                        | 9 676                                                         |
| 1996                                                          | 28 795                                                        | 12 142                                                        | 10 159                                                        |
| 1997                                                          | 26 064                                                        | 12 797                                                        | 11 882                                                        |
| 1998                                                          | 19 032                                                        | 14 444                                                        | 9 400                                                         |
| 1999                                                          | 16 701                                                        | 12 592                                                        | 9 000                                                         |
| 2000                                                          | 17 564                                                        | 15 048                                                        | 8 865                                                         |
| 2001                                                          | 19 231                                                        | 10 278                                                        | 7 076                                                         |
| 2002                                                          | 16 235                                                        | 13 336                                                        | 11 446                                                        |
| 2003                                                          | 18 083                                                        | 13 361                                                        | 8 949                                                         |
| 2004                                                          | 20 978                                                        | 14 986                                                        | 12 542                                                        |
| 2005                                                          | 19 493                                                        | 16 922                                                        | 11 938                                                        |
| 2006                                                          | 20 895                                                        | 15 704                                                        | 13 960                                                        |
| 2007                                                          | 25 225                                                        | 14 055                                                        | 16 156                                                        |
| 2008                                                          | -                                                             | -                                                             | -                                                             |
| 2009                                                          | 31 118                                                        | 22 259                                                        | 19 638                                                        |
| 2010                                                          | -                                                             | -                                                             | -                                                             |
| 2011                                                          | -                                                             | -                                                             | -                                                             |
| 2012                                                          | 33 641                                                        | 17 423                                                        | 14 338                                                        |
| 2013                                                          | 32 634                                                        | 20 488                                                        | 16 862                                                        |
| 2014                                                          | 34 265                                                        | 19 078                                                        | 17 235                                                        |
| 2015                                                          | 33 614                                                        | 19 260                                                        | 16 539                                                        |
| 2016                                                          | 32 390                                                        | 17 302                                                        | 15 146                                                        |
| 2017                                                          | 34 998                                                        | 21 583                                                        | 17 876                                                        |
| 2018                                                          | 36 823                                                        | 25 453                                                        | 19 471                                                        |
| 2019                                                          | 39 628                                                        | 23 918                                                        | 18 553                                                        |
| 2020                                                          | 18 626                                                        | 13 566                                                        | 10 187                                                        |
| 2021                                                          | -                                                             | -                                                             | -                                                             |
| 2022                                                          | 31 347                                                        | 22 765                                                        | 20 425                                                        |
| 2023                                                          | 37 591                                                        | 25 163                                                        | 21 350                                                        |
| 2024                                                          | 38 611                                                        | 24 567                                                        | 20 787                                                        |

## Au cinéma
En 2023, la gare est visible dans le film Veuillez nous excuser pour la gêne occasionnée (réalisé par Olivier Van Hoofstadt).

## Galerie de photographies

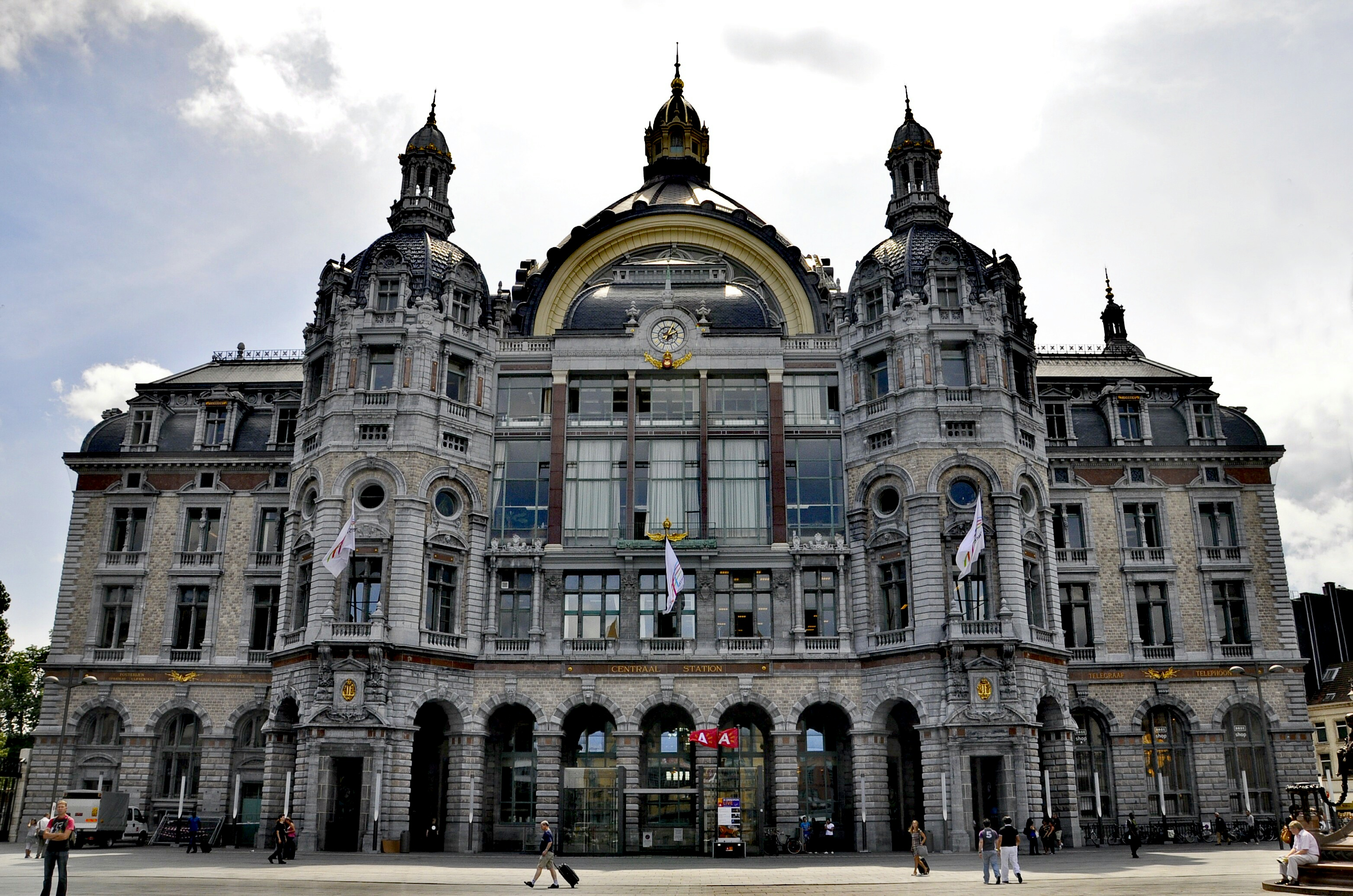
Façade depuis la place Reine Astrid, en 2010.
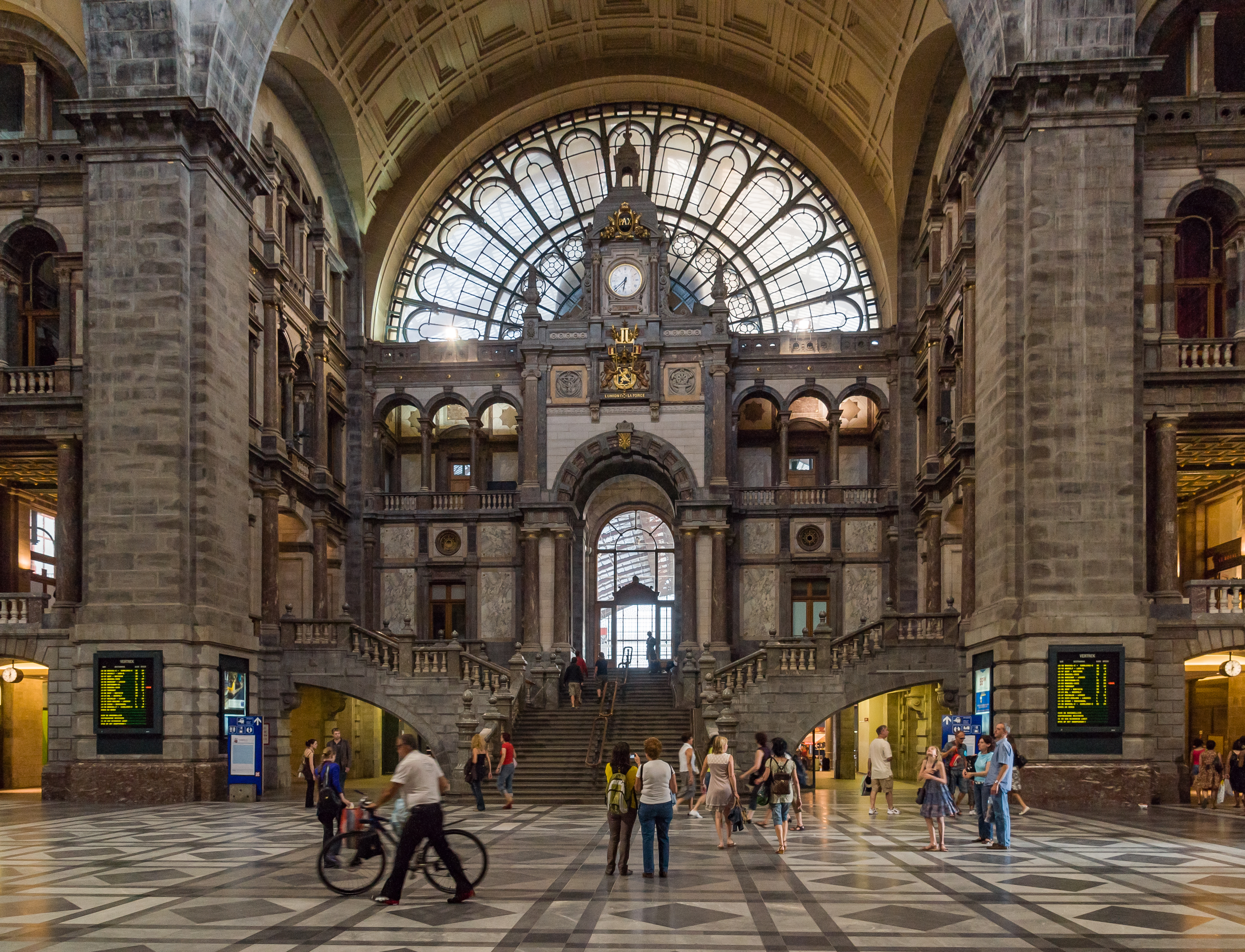
Salle des pas perdus et son escalier vers les quais.
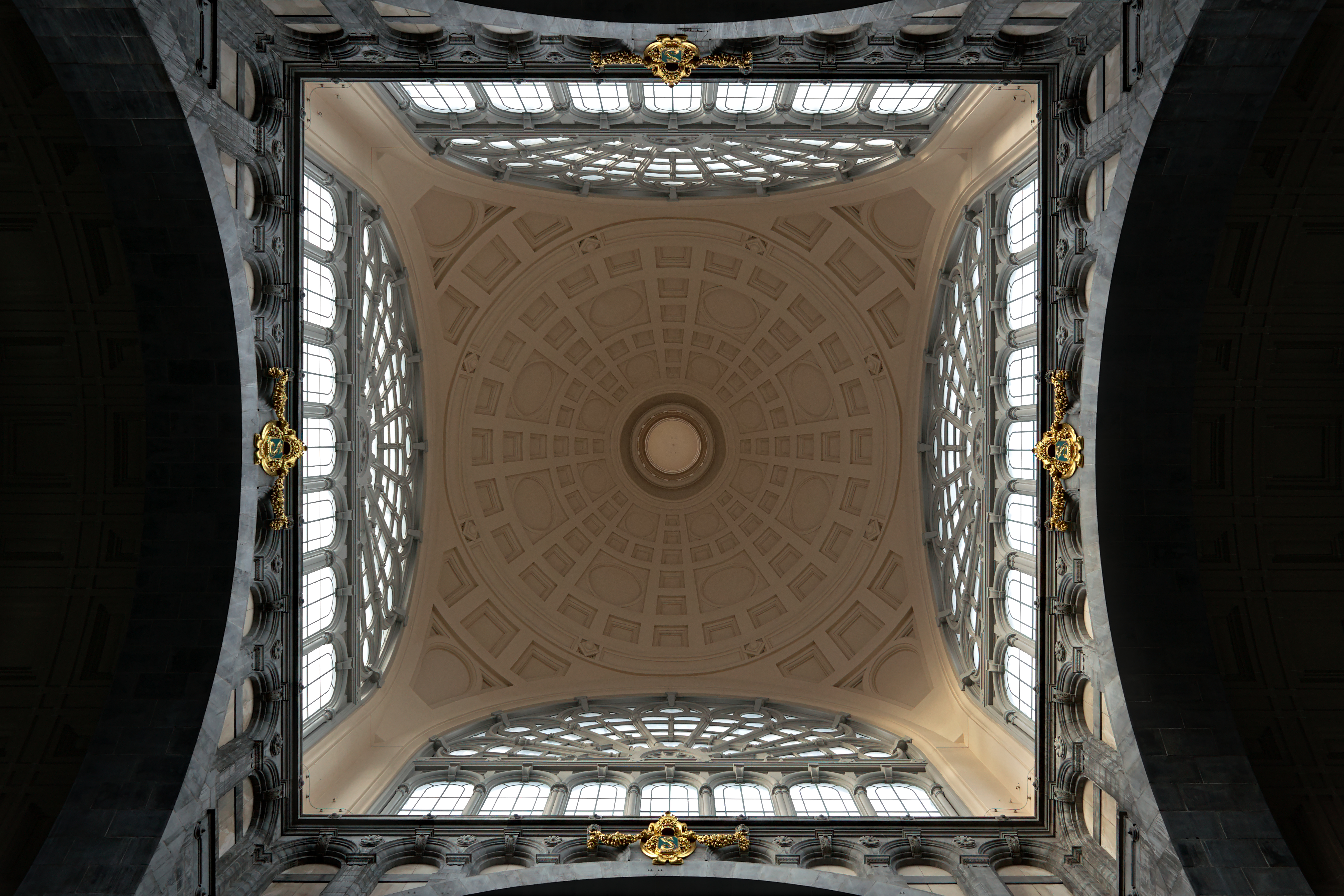
Coupole-lanterne au-dessus de la salle des pas perdus.
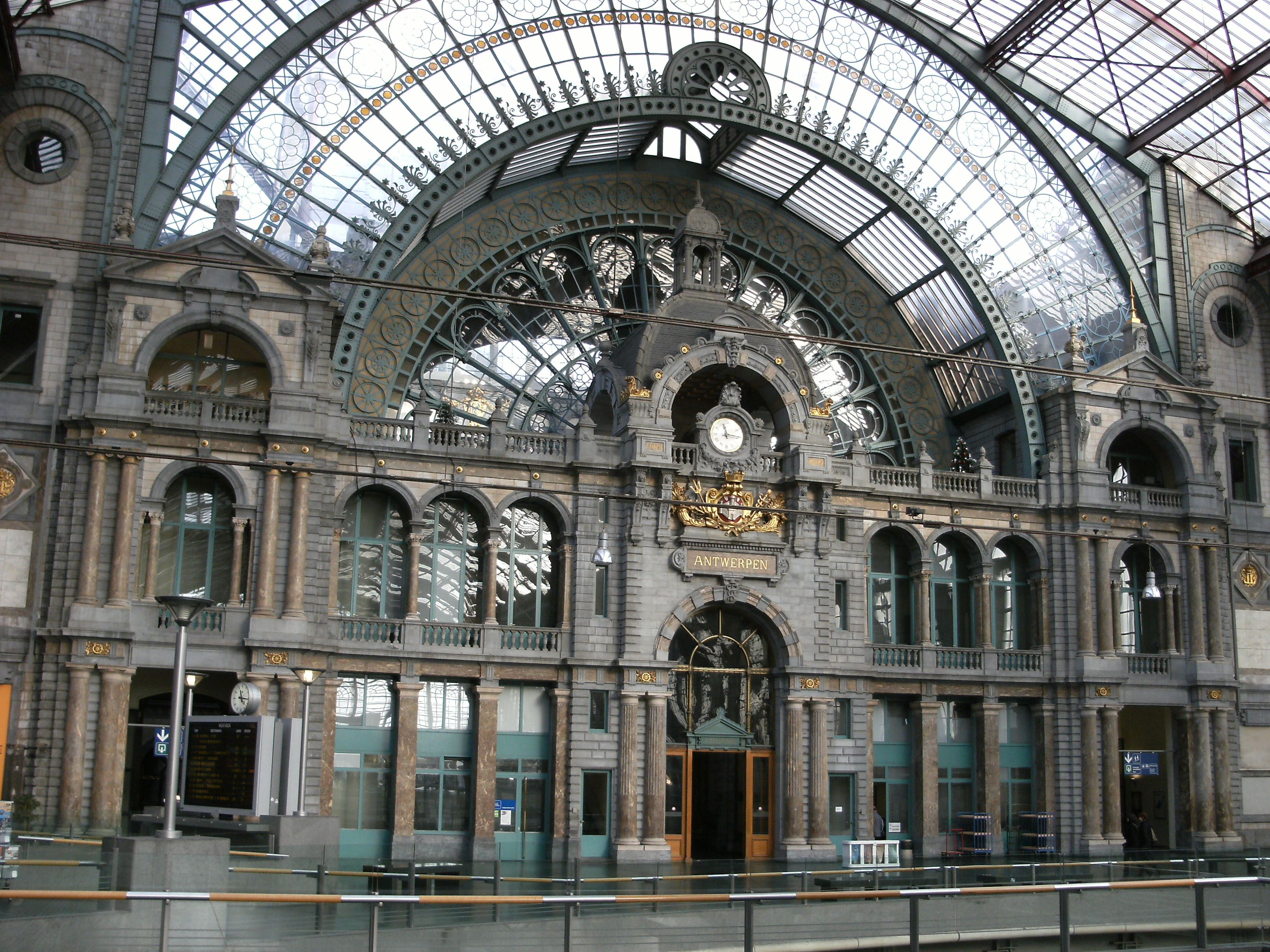
Façade côté quais.
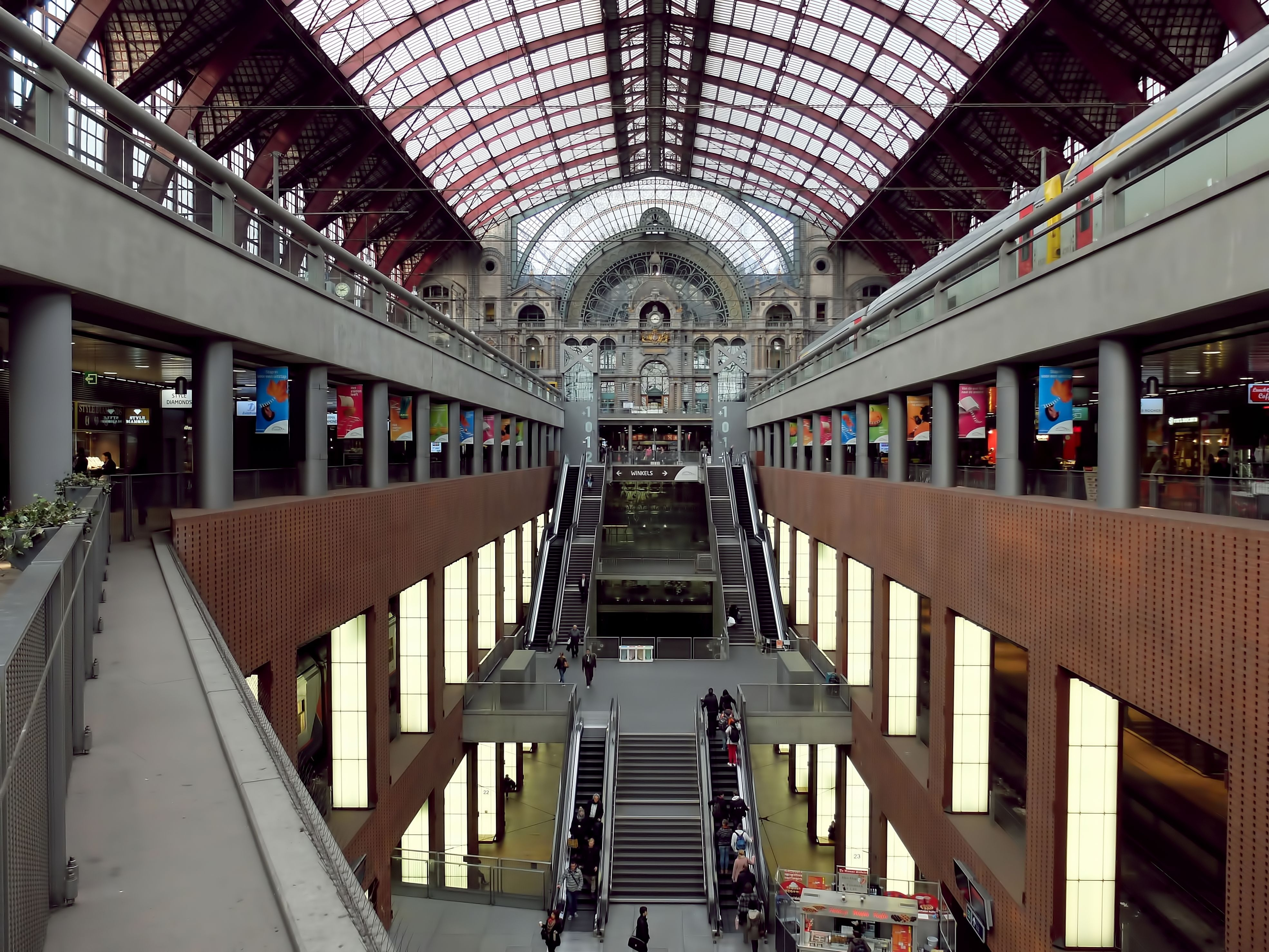
Les niveaux.
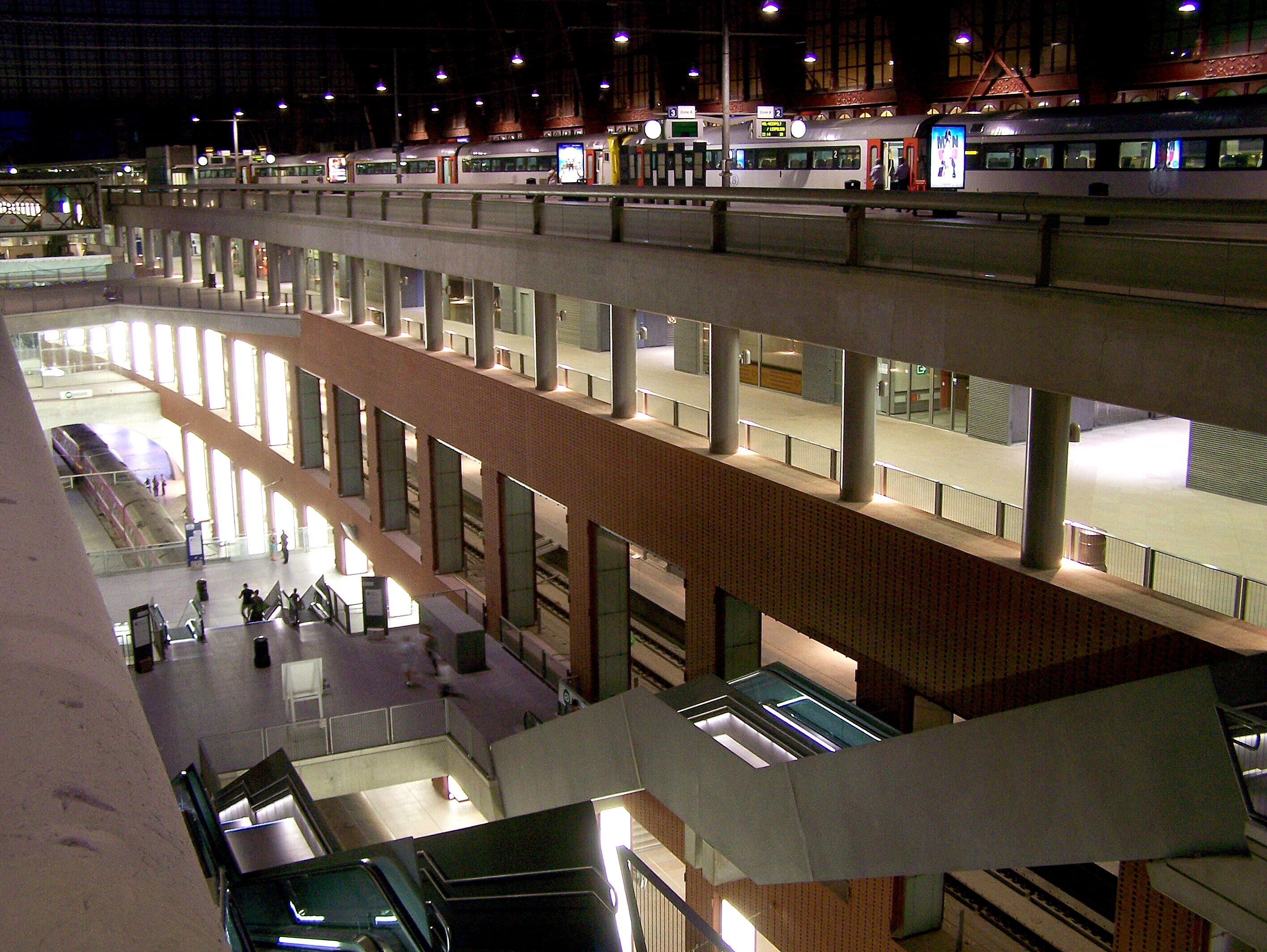
Atrium.
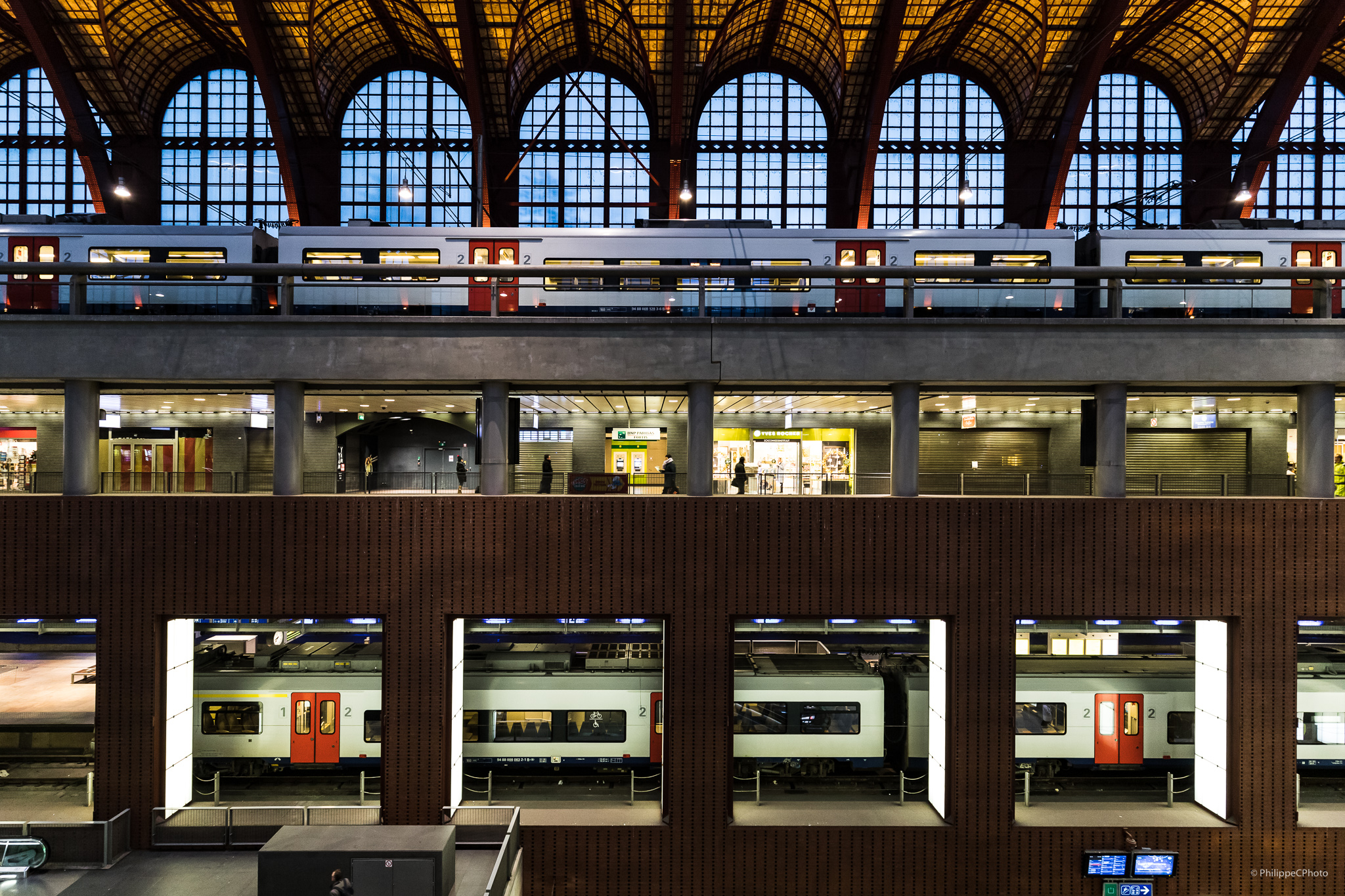
Aperçu latéral des niveaux.